# 拉维勒迪约 (洛泽尔省)
拉维勒迪约（法語：La Villedieu，法語發音：[la vildjø]）是法国洛泽尔省的一个旧市镇，属于芒德区。2019年1月1日，拉维勒迪约与邻近的4个市镇合并为新市镇蒙德朗东。

## 地理
拉维勒迪约（44°42'52"N, 3°31'15"E）面积22.79 平方千米，位于法国奧克西塔尼大區洛泽尔省，该省份为法国南部内陆省份，北起上盧瓦爾省和康塔爾省，西接阿韦龙省，南至加尔省，东临阿尔代什省。
与拉维勒迪约接壤的市镇（或旧市镇、城区）包括：拉帕努斯、圣索沃尔-德日内斯图、埃斯塔布勒、马尔热里德地区圣德尼。
拉维勒迪约的时区为UTC+01:00、UTC+02:00（夏令时）。

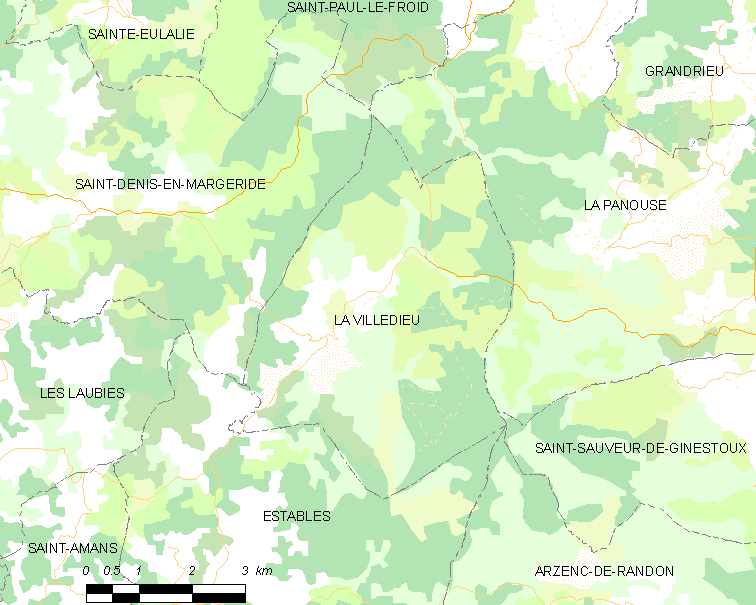
拉维勒迪约的OSM定位图

## 行政
拉维勒迪约的邮政编码为48700，INSEE市镇编码为48197。

## 政治
拉维勒迪约所属的省级选区为利马尼奥勒河畔圣阿尔邦县。

## 人口

1962-2008年间拉维勒迪约人口变化图示

拉维勒迪约于2018年1月1日时的人口数量为37人。